# Rhingia sexmaculata
Rhingia sexmaculata är en tvåvingeart som beskrevs av Enrico Adelelmo Brunetti 1913. Rhingia sexmaculata ingår i släktet näbblomflugor, och familjen blomflugor. Inga underarter finns listade i Catalogue of Life.